# Observatorio Eta Carinae
El Observatorio Eta Carinae fue un observatorio astronómico en Villa Serrana, departamento de Lavalleja, Uruguay. 
Fue un emprendimiento de la Fundación Astronómica Uruguay, pero fundamentalmente surge de la iniciativa y trabajo de Gonzalo Vicino, quien luego de desempeñarse como Inspector Docente de Astronomía del Consejo de Educación Secundaria, al alejarse del cargo, decidió crear el observatorio e impulsar la Fundación Astronómica Uruguay. El Observatorio se inaugura en septiembre de 1997. El mismo está dedicado principalmente a la astrofotografía y a la divulgación científica, y es visitado asiduamente por los participantes del “Taller de Astronomía Amateur” que el Prof. Vicino viene realizando anualmente desde 1997. Por otra parte, todos los años, en el mes de enero, se realiza en el observatorio la fiesta designada como “Día del Astrónomo Amateur”, dicho evento congrega generalmente a un importante público.
Se encuentra cerrado definitivamente, tras el fallo definido por el Poder Judicial, en el juicio iniciado por Villa serrana S.A, reclamando bajo demanda en propiedad no solo el solar ocupado por el Observatorio sino de dos solares adyacentes más. 
Ante esta situación y no pudiendo respaldar ante la ley su pertenencia (por el extravío de títulos), igualmente intentó el propietario una posibilidad de continuación del Observatorio haciéndole pagar nuevamente sólo por el solar dónde tenía la construcción, pero no quiso llegar a un arreglo de partes, produciéndose el retiro de todas sus pertenencias en el lanzamiento legal. A causa de la ley treintenal, así todo, solar, casa de familia o como en este caso un observatorio astronómico con un gran recorrido, descubrimiento y aporte sociocultural pasan a manos de sus dueños iniciales Villa Serrana S.A.
Al día de hoy la construcción y la historia de la misma le dan el nombre a la zona ( zona del Observatorio)

Esta situación que se redacta intenta explicar lo acontecido y evitar versiones que no coinciden con la realidad. El creador del Observatorio Eta Carinae el profesor Gonzalo Vicino falleció en febrero de 2021.

## Listado de instrumental
| Instrumento                                          | Características |
| ---------------------------------------------------- | --- |
| Telescopio Schmidt-Cassegrain 200 mm                 | - Fabricante: Meade - Abertura relativa: f/10 - En montaje ecuatorial de horquilla y seguimiento con control electrónico.     |
| Telescopio Schmidt-Cassegrain 200 mm                 | - Fabricante: CELESTRON - Distancia focal: 2000 mm - En montaje ecuatorial tipo alemán y seguimiento con control electrónico. |
| Telescopio fotográfico Maksutov-Cassegrain de 100 mm | - Se monta "piggyback" sobre el Schmidt-Cassegrain.                                                                           |
| Telescopio newtoniano 200 mm                         | - Fabricante: Meade - Abertura relativa: f/4,5 - En montaje ecuatorial tipo alemán.                                           |

## Galería
Imágenes registradas desde el Observatorio Eta Carinae:

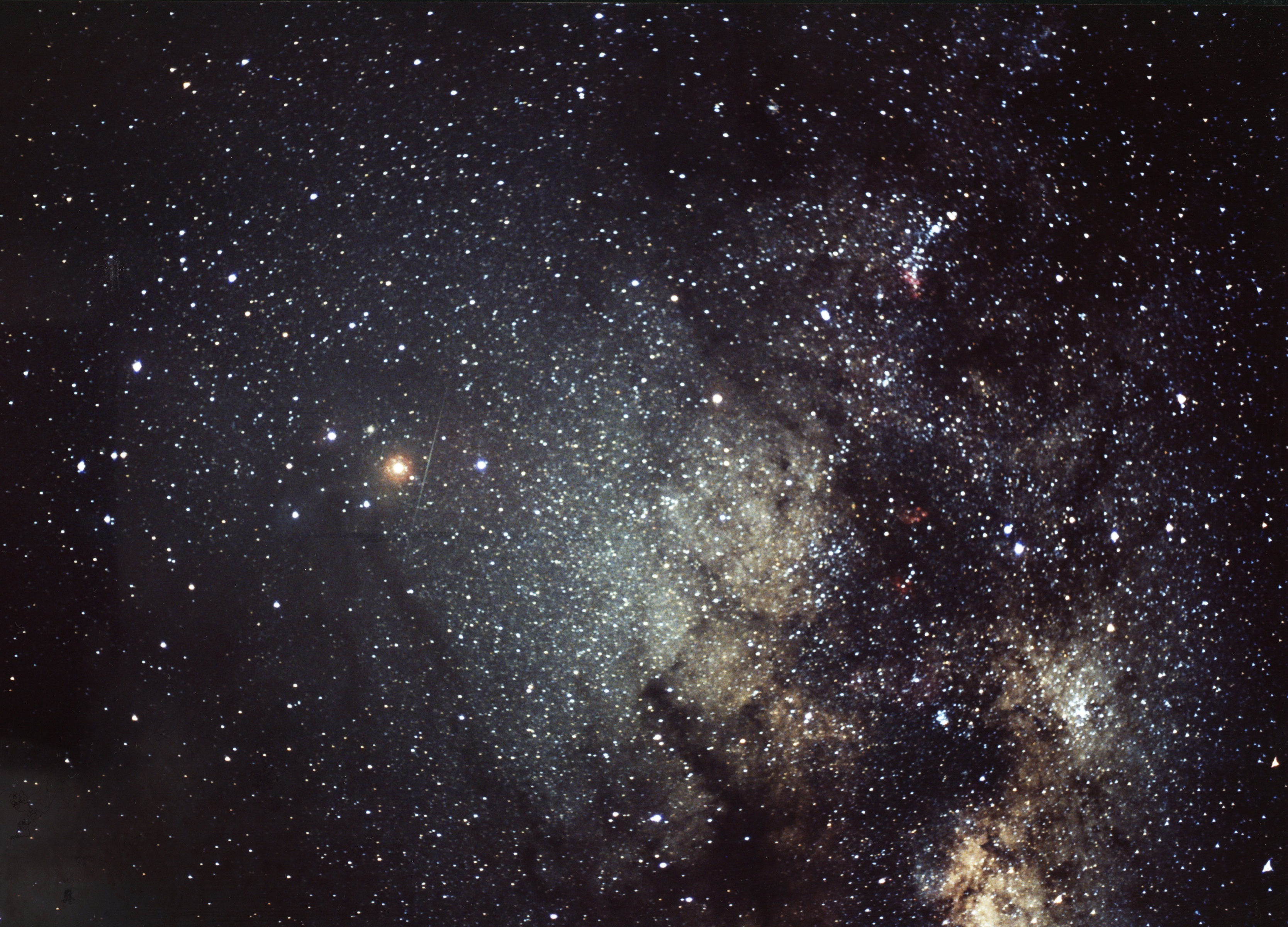
El Escorpión.
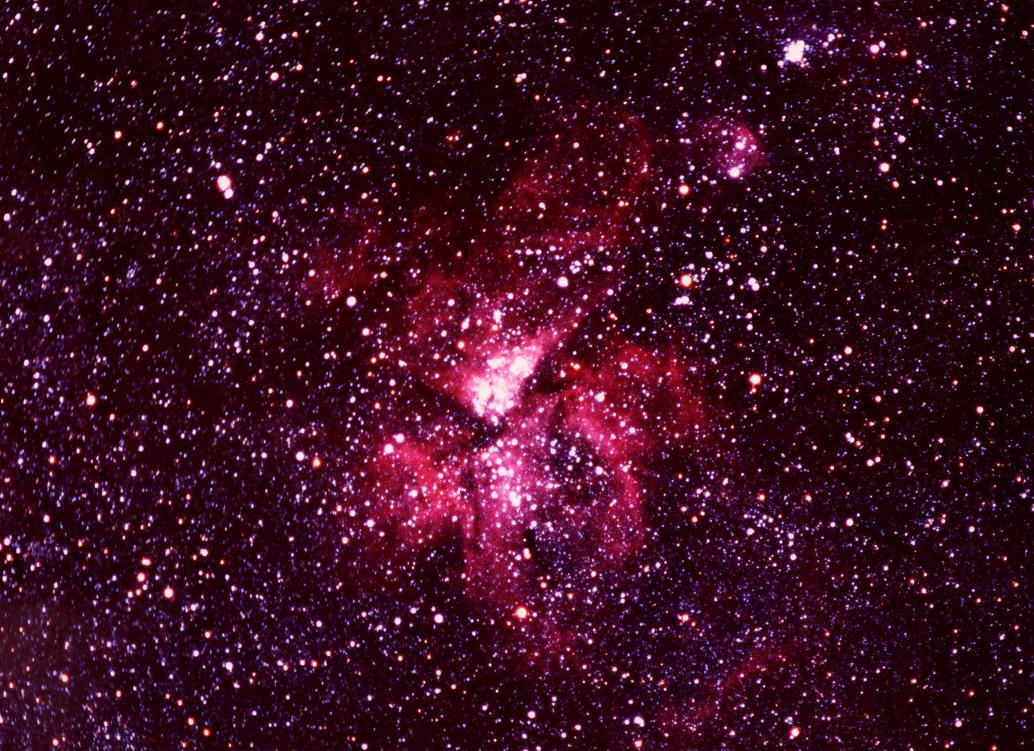
Nebulosa que rodea a Eta Carinae.
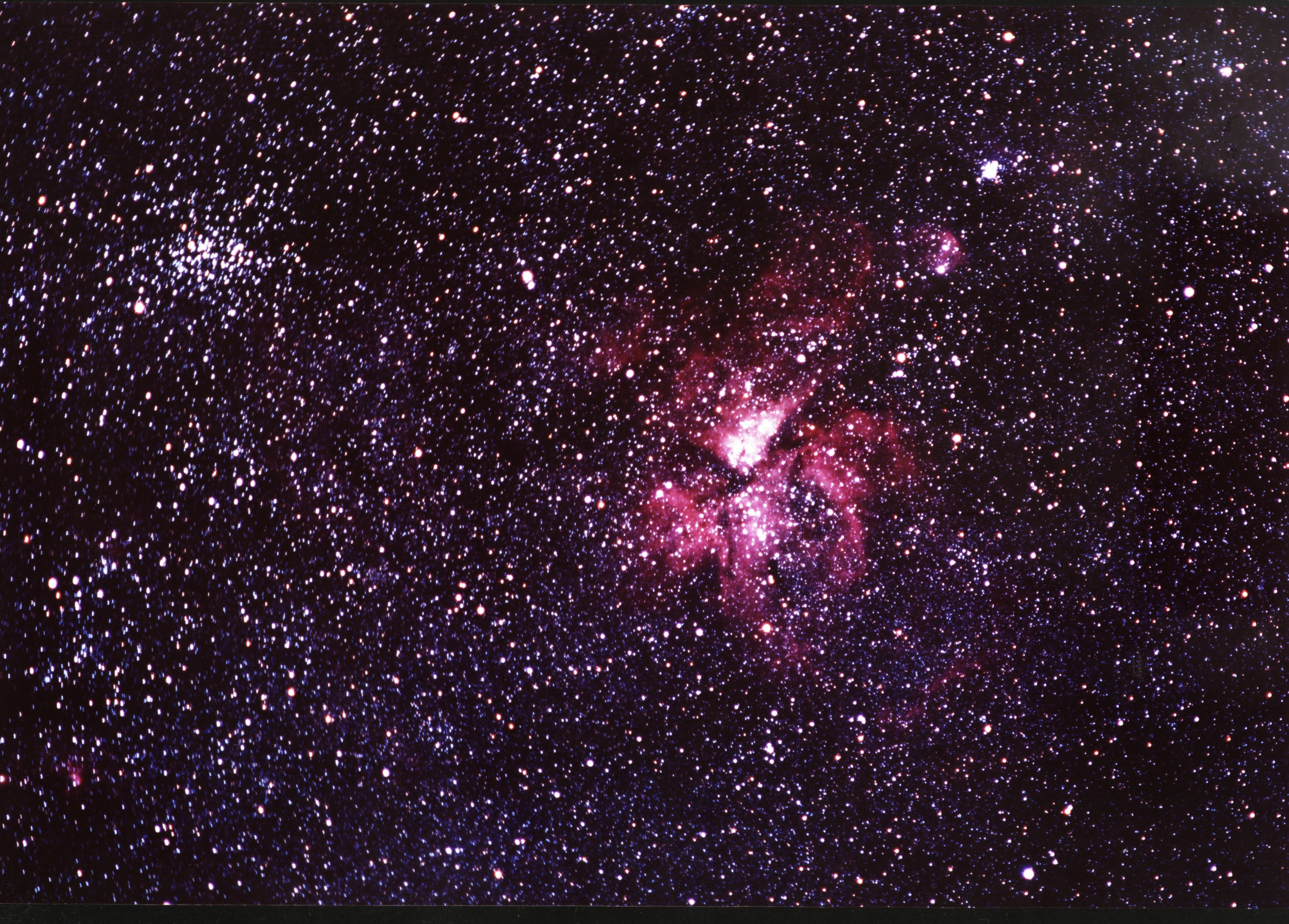
Nebulosa que rodea a Eta Carinae y región de Vía Láctea.
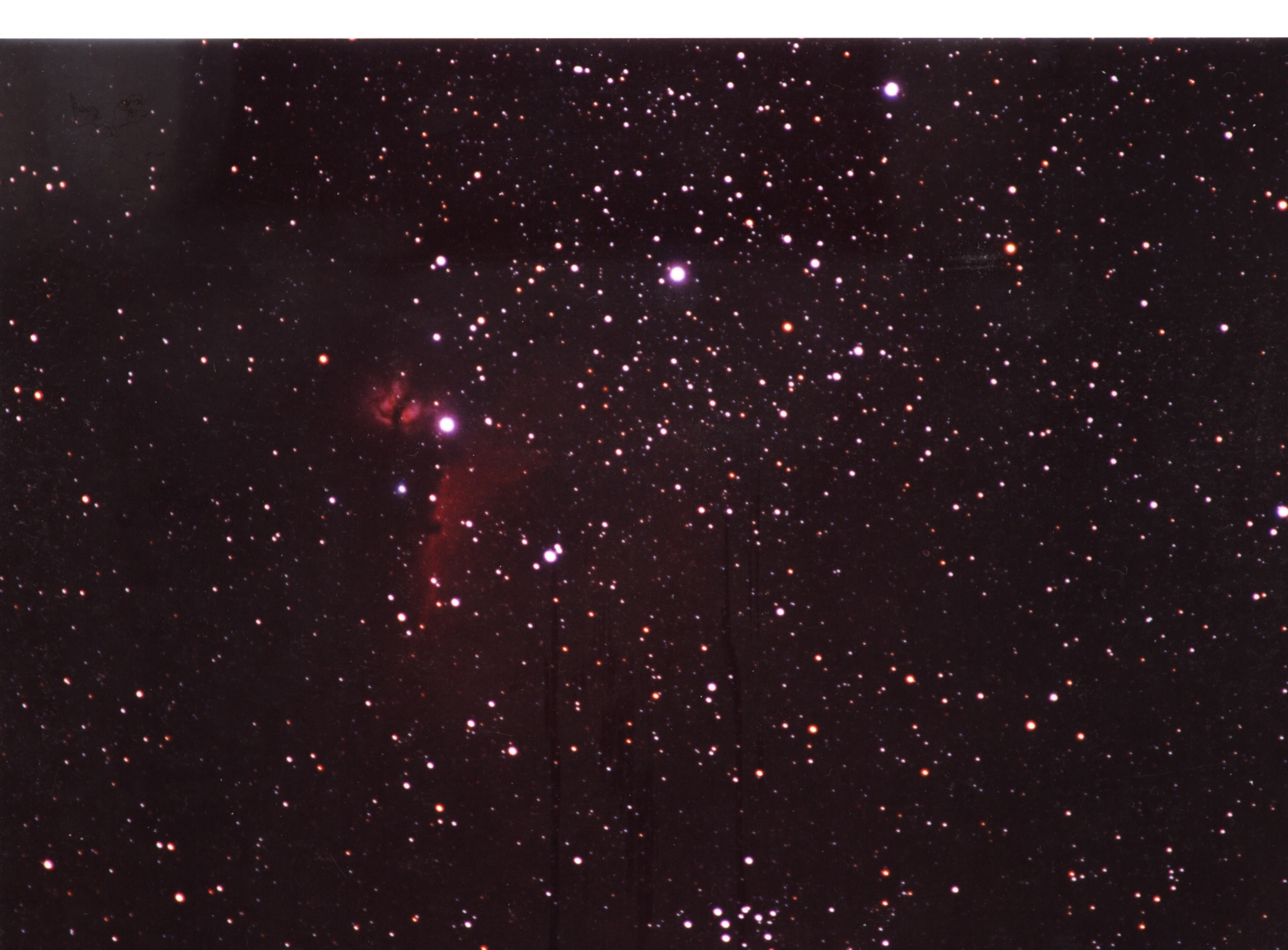
Tres Marías y Cabeza de Caballo.
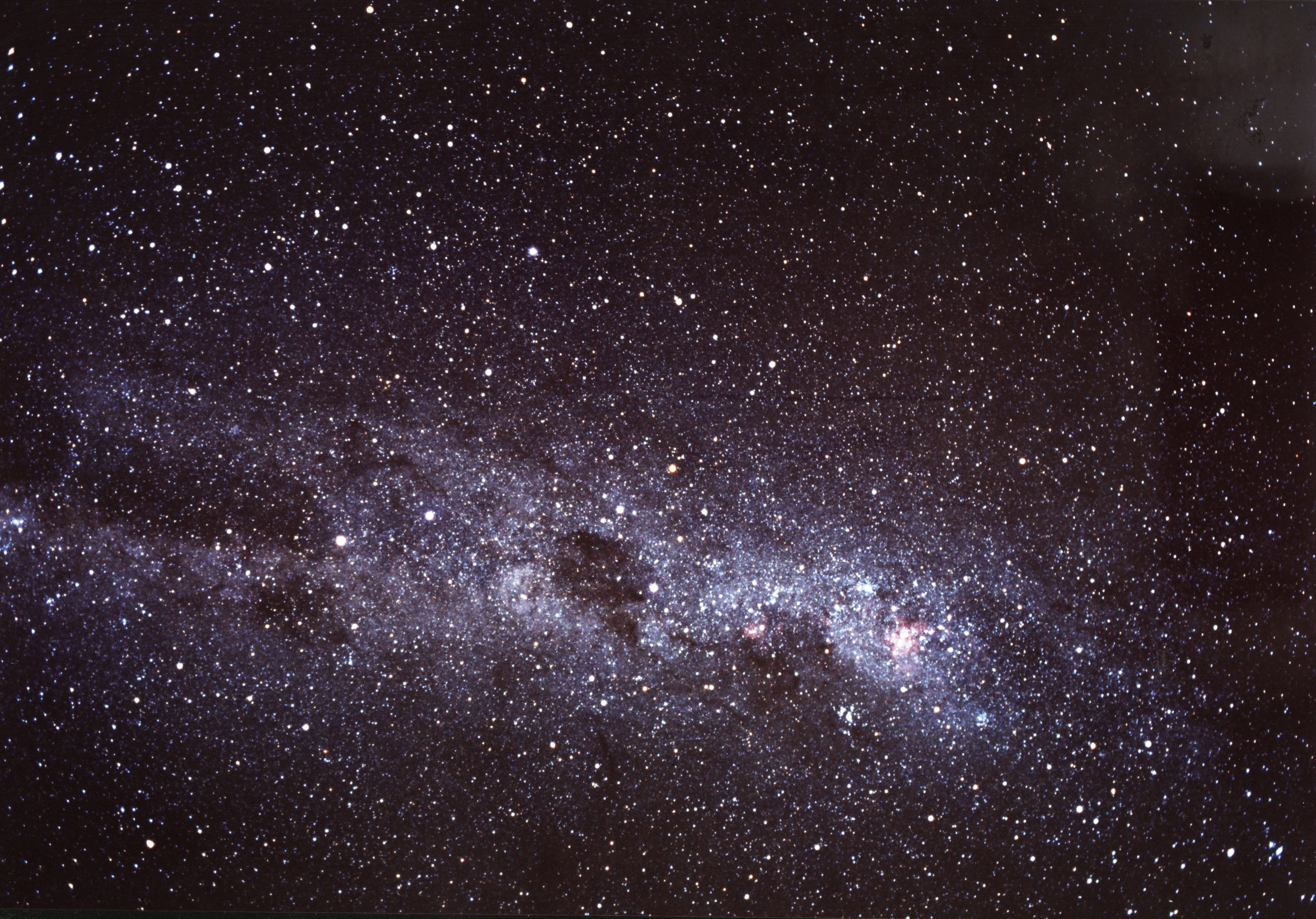
Vía Láctea al sur:  Crux, Centaurus, Bolsa de Carbón, etc.
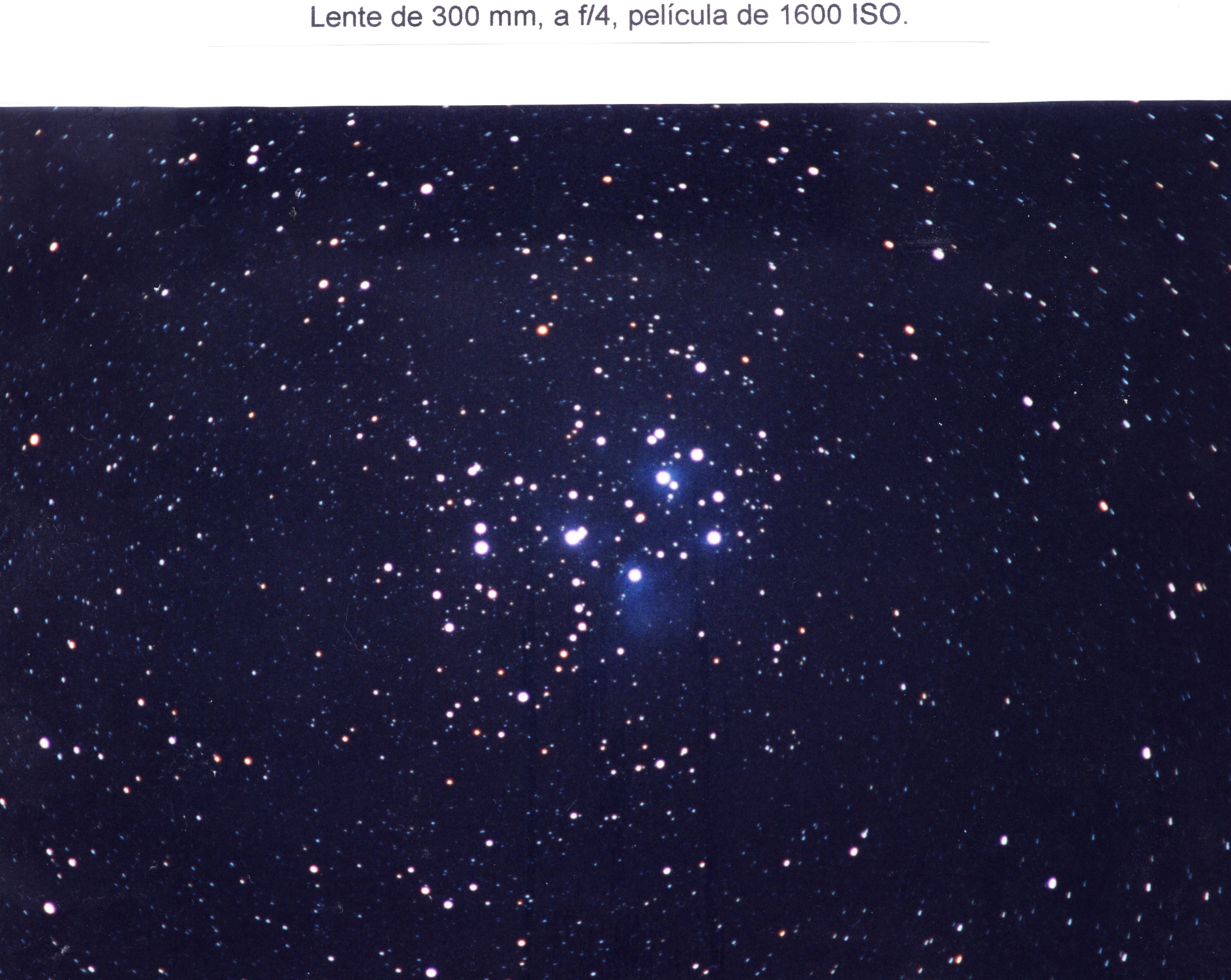
Las Pléyades.
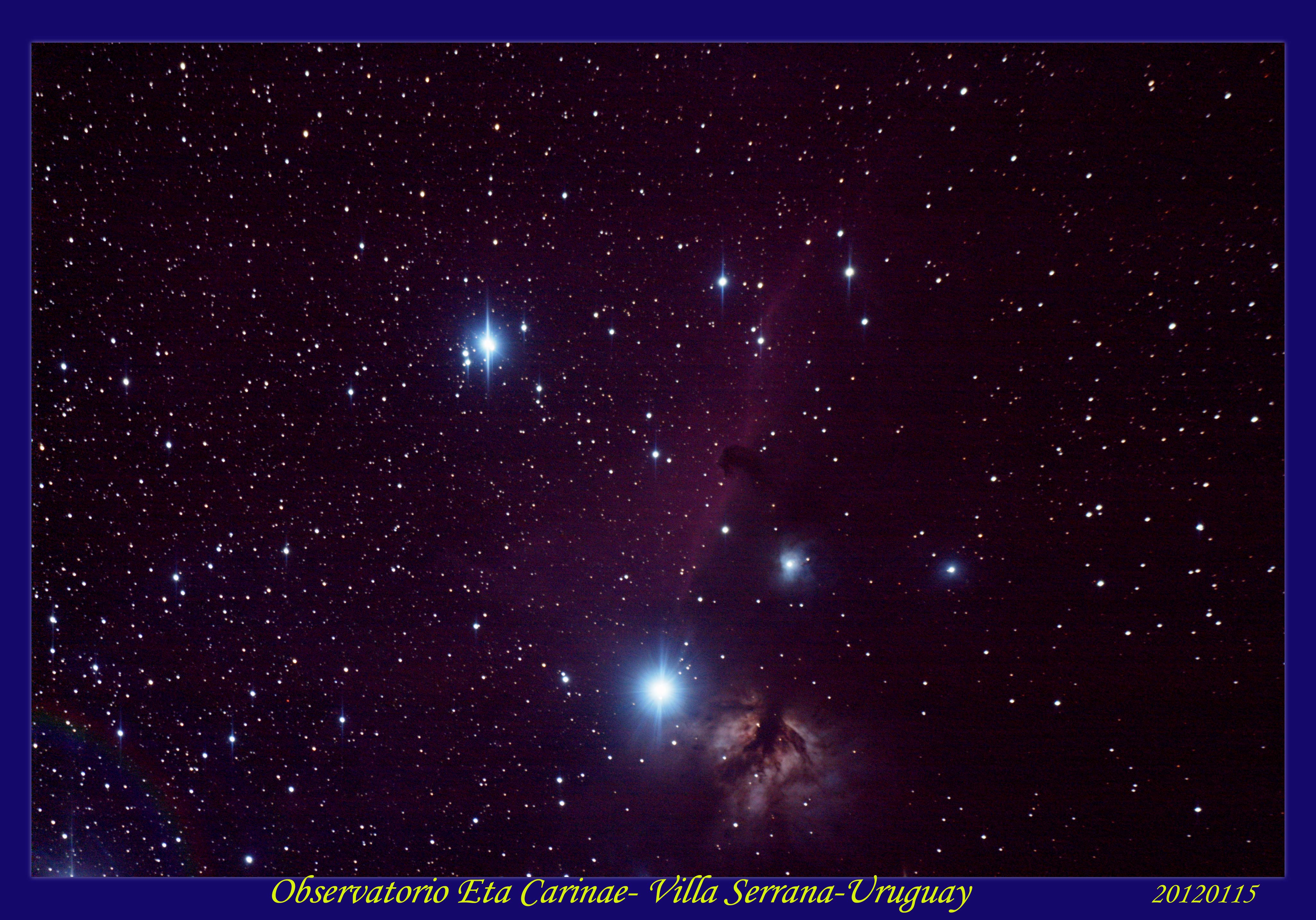
Nebulosas de la Cabeza del Caballo y de la Llama.
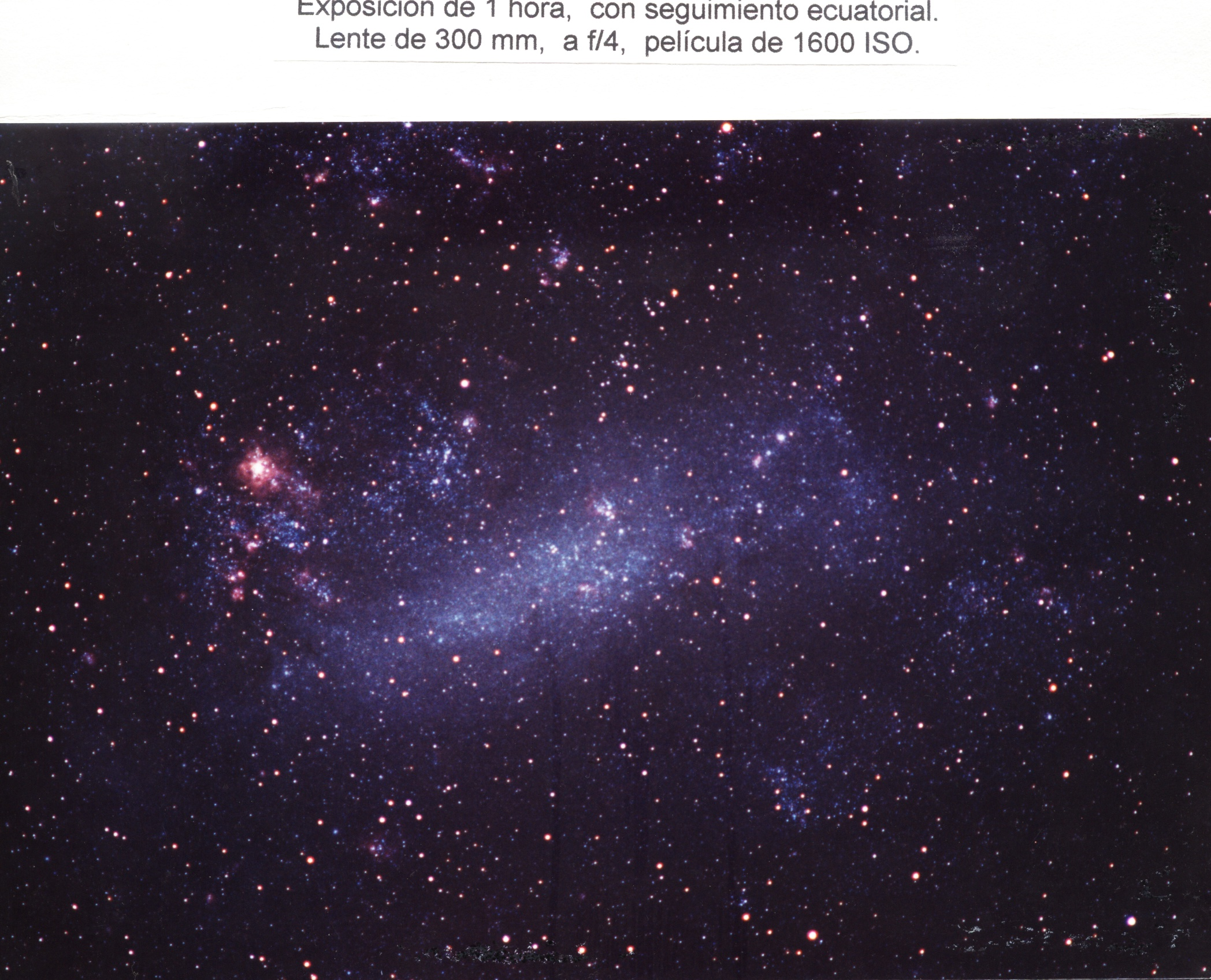
Nube Mayor de Magallanes.